# Kazhdan-Lusztig-Polynom
Kazhdan-Lusztig-Polynome sind ein Konzept aus der Theorie der Coxeter-Systeme, das (angewandt auf Weyl-Gruppen halbeinfacher Lie-Gruppen) zahlreiche Anwendungen in der Darstellungstheorie hat. Je zwei Elementen {\displaystyle y,w} aus der Coxeter-Gruppe wird ein Polynom {\displaystyle P_{yw}(q)} zugeordnet.

## Definition
Sei {\displaystyle (W,S)} ein Coxeter-System mit Längenfunktion {\displaystyle l} und Bruhat-Ordnung {\displaystyle \leq }, und sei {\displaystyle {\mathcal {L}}=\mathbb {Z} \left[v,v^{-1}\right]} der Ring der Laurent-Polynome. Die Iwahori-Hecke-Algebra {\displaystyle {\mathcal {H}}} ist eine assoziative {\displaystyle {\mathcal {L}}}-Algebra mit Erzeugern {\displaystyle H_{s},s\in S} und gewissen Relationen. Es gibt auf {\displaystyle {\mathcal {H}}} eine eindeutige Involution {\displaystyle H\to {\overline {H}}} mit {\displaystyle {\overline {v}}=v^{-1}} und {\displaystyle {\overline {H_{s}}}=(H_{s^{-1}})^{-1}} für {\displaystyle s\in S}.
Kazhdan und Lusztig bewiesen, dass es zu jedem {\displaystyle x\in W} ein eindeutiges, bzgl. der Involution selbstduales {\displaystyle {\underline {H}}_{x}\in {\mathcal {H}}} mit
{\displaystyle {\underline {H}}_{x}\in H_{x}+\sum _{y\in Y}v\mathbb {Z} \left[v\right]H_{y}}
gibt.
Insbesondere kann man Elemente {\displaystyle P_{yw}} für {\displaystyle y\leq w} als Koeffizienten
{\displaystyle {\underline {H}}_{w}=v^{-l(w)}\sum _{y\leq w}P_{yw}H_{y}}
definieren. Falls {\displaystyle y\leq w} nicht erfüllt ist, definiert man {\displaystyle P_{yw}=0}.
Kazhdan und Lusztig bewiesen, dass die {\displaystyle P_{yw}} Polynome sind. Sie werden heute als Kazhdan-Lusztig-Polynome bezeichnet.
Die {\displaystyle {\underline {H}}_{w}} bilden eine neue Basis der Iwahori-Hecke-Algebra, die als Kazhdan-Lusztig-Basis bezeichnet wird. Die Kazhdan-Lusztig-Polynome beschreiben also die Transformation zwischen den Basen {\displaystyle H_{y}} und {\displaystyle {\underline {H}}_{w}}. Kazhdan und Lusztig gaben eine rekursive Prozedur zur Berechnung der Polynome.

## Interpretation durch Schnittkohomologie
Sei nun {\displaystyle W} die Weyl-Gruppe einer halbeinfachen Lie-Gruppe {\displaystyle G}.
Eine Fahnenmannigfaltigkeit {\displaystyle G/B} zerlegt sich in verschiedene Schubert-Zellen {\displaystyle \Omega _{w}}, die durch die Elemente {\displaystyle w\in W} der Weyl-Gruppe indiziert werden.
Für die Schnittkohomologie von Schubert-Zellen {\displaystyle \Omega _{v}} gilt
{\displaystyle P_{uv}(q)=\sum _{i\geq 0}q^{i}\dim(IH^{2i}({\overline {\Omega _{v}}},\mathbb {C} )_{\Omega _{u}})}.
Insbesondere sind die Koeffizienten von {\displaystyle P_{uv}} nichtnegativ.